# Denîsivka, Orjîțea
Denîsivka (în ucraineană Денисівка) este localitatea de reședință a comunei Denîsivka din raionul Orjîțea, regiunea Poltava, Ucraina.

## Demografie
Componența lingvistică a localității Denîsivka
     Ucraineană (97,29%)
     Rusă (2,49%)
     Alte limbi (0,23%)
Conform recensământului din 2001, majoritatea populației localității Denîsivka era vorbitoare de ucraineană (97,29%), existând în minoritate și vorbitori de rusă (2,49%).